# Адам, Вильгельм (1893—1978)
Вильгельм А́дам (нем. Wilhelm Adam; 28 марта 1893, Эйхен, Гессен — 24 ноября 1978, Дрезден) — офицер вермахта, полковник (1942 год); политический и военный деятель ГДР, генерал-майор ННА (1977 год)

## Ранние годы
Из семьи зажиточного крестьянина. В 1908—1913 годах учился в учительской семинарии в Шлюхтерне. После её окончания 1 октября 1913 года поступил вольноопределяющимся в 5-ю роту 88-го пехотного полка (2-го Нассауского).

## Первая мировая война
Первую мировую войну Адам встретил уже в звании унтер-офицера, участвовал в первых боях на Западном фронте. 23 сентября 1914 года он оказался в Дюссельдорфском лазарете.
После выздоровления 26 октября был направлен в резервный батальон своего прежнего полка. С 6 апреля по 20 мая 1915 года Адам обучался на офицерских курсах в лагере Локштедт и 22 мая 1915 года ему было присвоено звание лейтенанта. 14 июня 1915 года он был назначен на пост командира взвода на 1-й сборно-учебный пункт 16-го армейского корпуса, а с 5 октября 1915 года занимал ту же должность в 5-й роте 30-го пехотного полка «Граф Вердер» (4-го Рейнского). 6 июля 1916 года он был помещён в полевой лазарет Гермерсхайма в Пфальце. 25 июля 1916 года он был переведён в 1-й резервный батальон 88-го пехотного полка.
С 28 августа по 27 сентября 1916 года Адам был командирован на учебные курсы пулемётчиков (MG-Lehrkurs) в Дебериц. После своего возвращения он 28 сентября 1916 года стал командиром 31-й пулемётной полевой роты, а чуть позднее — 2-й пулемётной роты 424-го пехотного полка. Одновременно, с 26 ноября по 2 декабря 1917 года Адам посещал курсы для младшего командного состава в Богданове. 28 октября 1918 года он был назначен офицером для поручений в 70-ю пехотную бригаду ландвера.

## Межвоенный период
По окончании войны Адам взял отпуск и уехал на родину. 31 января 1919 года он был уволен из армии. В 1919—1929 годах Адам работал старшим преподавателем (нем. Oberfachschullehrer) в военно-ремесленной школе (нем. Fachschule des Heeres) в Лангензельбольде (Гессен), а в 1929—1934 годах был на той же должности в военно-ремесленной школе в Веймаре (Тюрингия). В таких школах обучались гражданским профессиям старослужащие солдаты рейхсвера. Параллельно он в 1922—1924 годах учится в Университете во Франкфурте-на-Майне и в 1927 году сдал экзамен на звание преподавателя средней школы. Недовольный поражением Германии в войне, Адам активно участвует в реваншистских и профашистских организациях.
Почти сразу же после войны, в 1919 году, он вступает в Военный союз Лангензельбольдa (нем. Militärvereins Langenselbold), а в 1920 году — в Младогерманский орден (нем. Jungdeutschen Ordens). В 1923 году Адам вступил в НСДАП и в том же году участвовал в Мюнхенском путче. Уже в 1926 году он вышел из НСДАП и вступил в более умеренную Немецкую народную партию (ННП), лидером которой был известный в то время политик Густав Штреземан; в 1929 году Адам выходит и из этой партии.
После прихода Гитлера к власти Вильгельм Адам вступил в Союз фронтовиков «Стальной шлем». В том же году «Стальной шлем» был включён в состав штурмовых отрядов, а Адам стал обершарфюрером СА. В 1934 году его наградили орденом Крови — медалью в память о событиях 9 ноября 1923 года, учреждённой Гитлером после прихода к власти. В 1933 году Адам был переведён в резерв СА, а летом следующего года в чине капитана был призван на военную службу в 3-ю роту 15-го пехотного полка (Гизен). С 16 июля по 14 сентября 1934 года он проходил обучение в центре подготовки пехоты в Дёберитце (нем. Lehrgang im Ausbildungsstab für Infanterie in Döberitz).
До 1937 года Адам командовал ротами в разных полках. 12 октября 1937 года Адам поступил преподавателем по тактике и топографии в военную школу в Дрездене, где 31 декабря 1937 года получил очередное звание майора. Некоторое время (с 12 августа по 25 октября 1938 года) преподавал тактику и топографию в пехотной школе в Дёберице, пока снова не был переведён в Дрезден на свою прежнюю должность.

## Вторая мировая война
25 сентября 1939 года он был назначен на должность адъютанта командира 23-го армейского корпуса (IIa XXIII. Armeekorps). 16 мая 1940 года в ходе боёв за Францию погиб его сын Гейнц.
В ноябре 1941 года Адам стал начальником управления кадров 6-й армии, 1-м адъютантом 6-й армии под командованием генерал-фельдмаршала Вальтера фон Рейхенау, которого 20 января 1942 года сменил Фридрих Паулюс. В составе 6-й армии Адам участвовал в Сталинградской битве. В ноябре-декабре 1942 года, когда остатки 6-й армии были окружены, Адам в качестве командира боевой группы с помощью контратак и оборонительных боёв сдерживал натиск советских войск по реке Чир. За это он 17 декабря 1942 года был награждён Рыцарским крестом.

## Плен
31 января 1943 года вместе со штабом 6-й армии и своим патроном сдался в плен. Вместе с пленными генералами 6-й армии он в феврале 1943 года был отправлен в лагерь для военнопленных в Красногорск. В апреле их перевели в Суздаль.
С июля 1943 года он находился в спецлагере для военнопленных N48 в бывшем санатории железнодорожников имени П. Л. Войкова (село Чернцы Лежневского района Ивановской области). Пленные немцы называли этот лагерь «Войково». В июле 1944 года Адам был снова отправлен в Красногорск, а чуть позже, в лагерь у деревни Лунёво (Солнечногорский район, Московская область), где располагалась штаб-квартира Союза германских офицеров. Вступил в Союз германских офицеров после покушения на Гитлера 20 июля 1944 года.
После окончания Второй мировой войны Союз германских офицеров в ноябре 1945 года был распущен. В мае 1946 года Адам был переведён снова в лагерь для военнопленных «Войково». Летом 1947 года его вместе с Паулюсом, фон Ленски и Мюллером возили в Сталинград для съёмок документального фильма. В апреле 1948 года посещал курсы, организованные Антифашистской школой № 27. В самом конце месяца в результате болезненного воспаления нерва на левой руке он был вынужден прервать учёбу.

## На службе ГДР
В сентябре 1948 года Адам вернулся в Германию. Первоначально он работал в Министерстве народного образования Саксонии. Вступил в Национально-демократическую партию Германии. Осенью 1949 года его избрали председателем НДПГ земли Саксония.
Осенью 1950 года Адам был избран депутатом в Народную палату (до 1962 года) и министром финансов правительства земли Саксония. В 1949—1978 годах состоял в президиуме НДПГ. В августе 1952 года был переведён в Берлин, в штаб Казарменной народной полиции, где прослужил год и три месяца на должности руководителя отдела инспекции управления учебных заведений (нем. Leiter der Abteilung Inspektion in der Verwaltung der Lehranstalten).
В октябре 1953 года Адам снова вернулся в Дрезден на должность руководителя Высшей офицерской школы Казарменной народной полиции. После создания на основе последней Национальной народной армии офицерская школа была преобразована в Высшее офицерское училище (с 1959 года — Военная академия имени Фридриха Энгельса). 31 марта 1958 года Адам вышел в отставку.
В 1953 году в Германию вернулся Фридрих Паулюс и поселился в Дрездене. До самой смерти бывшего фельдмаршала 1 февраля 1957 года Адам поддерживал с ним тёплые дружеские отношения. В 1960-е годы он активно работает в Сообществе бывших офицеров (нем. Arbeitsgemeinschaft ehemaliger Offiziere). В 1965 году вышла в свет книга воспоминаний Адама «Трудное решение» («Der schwere Entschluss»). В 1968 году он был награждён орденом «Знамя Труда». 7 октября 1977 года, в 28-ю годовщину образования ГДР ему было присвоено звание генерал-майор в отставке. Умер в Дрездене в возрасте 85 лет.

## Воинские звания
- Вольноопределяющийся — 1 октября 1913 года;
- Ефрейтор — 24 июня 1914 года;
- Унтер-офицер — 25 июля 1914 года;
- Вице-фельдфебель — 1 апреля 1915 года;
- Лейтенант — 22 мая 1915 года;
- Капитан — 16 июня 1934 года;
- Майор — 31 декабря 1937 года;
- Подполковник — 14 февраля 1941 года;
- Полковник — 15 февраля 1942 года;
- Полковник (ННА) — 1952 год;
- Генерал-майор (ННА) — 7 октября 1977 года.

## Награды
- Железный крест 2-го класса — 6 сентября 1914 года;
- Железный крест 1-го класса — 30 сентября 1917 года;
- Почётный крест ветерана войны — 1934 год
- Орден крови — 1934 год;
- Медаль «За выслугу лет в вермахте» 4-го и 3-го класса — 2 октября 1936;
- Пряжка к Железному кресту 2-го класса — 26 мая 1940 года;
- Пряжка к Железному кресту 1-го класса — 10 октября 1941 года;
- Рыцарский крест Железного креста — 17 декабря 1942 года;
- Орден «За заслуги перед Отечеством» в серебре — 1956 год;
- Орден Знамени Труда (ГДР) — 1968 год;
- Почётная пряжка в золоте к ордену «За заслуги перед Отечеством» (ГДР) — 1978 год.

## Сочинения
- Трудное решение : Мемуары полковника 6-й герм. армии / Пер. с нем. Н. М. Гнединой и М. П. Соколова ; Под ред. [и с предисл.] З. С. Шейниса. — М. : Прогресс, 1967. — 496 с. : ил.
  - Катастрофа на Волге: Мемуары адъютанта Ф. Паулюса. — Смоленск: Русич, 2001. — 472, [2] с.